# Crematogaster insularis
Crematogaster insularis är en myrart som beskrevs av Smith 1859. Crematogaster insularis ingår i släktet Crematogaster och familjen myror. Inga underarter finns listade i Catalogue of Life.